# 澳洲人報
《澳洲人報》（英語：The Australian）是澳洲銷量最高的大報。日報流通量11萬6千份，週末版流通量25萬5千份。该报2017年9月推出中文版。

## 母公司
《澳洲人報》由新聞集團旗下的澳大利亚新闻集团出版。《澳洲人報》會使用新聞集團旗下其它媒體（如華爾街日報、泰晤士報）的新聞。

## 內容
《澳洲人報》長期關注資訊科技，國防和採礦業，以及科學，經濟，氣候變遷和澳洲原住民的問題。它還對澳洲的能源政策作了大量“特別報導”。

## 奖项
该报多次获得太平洋地区报纸出版商协会的奖项，包括2007年年度最佳网络报纸奖、2017年度最佳日报、年度最佳周末报和最佳手机网站类评选活动。

## 中國大陸封鎖
依據GreatFire測試，該報中文分網站在中國大陸被當局的網墻封鎖，即當地網民無法正常訪問該網站，2019年9月或更早起被封鎖至今。

## 參閲
- 澳洲金融評論報（Australian Financial Review）
- 澳大利亞報紙列表（英语：List of newspapers in Australia）

## 外部連結
- 官方網站英文版 （页面存档备份，存于）
- 官方網站中文版 （页面存档备份，存于）